# Momo Kapor
Œuvres principales
- Una (1981)

Compléments
- Membre du Sénat de la république serbe de Bosnie
- Membre de l'Académie des sciences et des arts de la République serbe

Momčilo (Momo) Kapor (en serbe cyrillique : Момчило (Момо) Капор ; né le 8 avril 1937 à Sarajevo et mort le 3 mars 2010 à Belgrade) est un écrivain serbe. Il a été membre du Sénat de la république serbe de Bosnie et membre de l'Académie des sciences et des arts de la République serbe.
Dans son esprit, Momo Kapor était d'abord peintre, puis écrivain, même s'il a plus été connu comme tel. Il aimait à dire : « je suis un peintre qui vit de son écriture »[réf. nécessaire].

## Biographie
Il était diplômé de l’école des Beaux-Arts à Belgrade. Il a écrit des romans, des nouvelles, des recueils de contes, des récits de voyages, des chroniques, des pièces de théâtre et des scénarios de films. 
Il vivait et travaillait à Belgrade.
Dobrica Cosic, dans son livre Les amis, pages 276 et 277 décrit ainsi l’enfance et la jeunesse de Momo Kapor, fondé sur l’entretien qu’il avait eu avec lui en novembre 2002 :

« Treize avril 1941 ! Les Allemands bombardent Sarajevo et touche l’immeuble près de la montagne Trebevitch dans lequel s’était réfugiée la mère de Momo avec son fils de 4 ans. Dans la maison bombardée tous sont morts. De son corps, la mère de Momo sauva son fils. Le petit garçon réussit tant bien que mal à sortir des ruines, geignant, muet d’horreur, sans savoir où aller. Un certain russe, docteur émigré, le trouva, s’apitoya et l’amena chez lui. N’ayant pas d’enfant, il l’adopta. Il le soigna, l’aima, le combla de jouets pour lui faire oublier sa mère et le promena dans sa Mercédes blanche à travers Sarajevo.
Le petit garçon savait que son prénom était Momcilo, mais il ignorait son nom de famille. Ce brave russe lui donna un nom, il le baptisa Momcilo Hercegovac. Après une année de vie chez le brave homme, Momcilo Hercegnovac tomba malade de la scarlatine et son sauveur l’emmena à l’hôpital de Sarajevo. C’est là que la tante de sa mère, qui le recherchait depuis un an dans tout Sarajevo, le trouva, informée par quelqu’un „qu’un enfant était sorti de la maison détruite, d’où un homme l’avait emmené avec lui“. Quand il fut guéri de la scarlatine, la vieille femme l’emmena chez elle et s’occupa de lui.
Le russe, qui était proche du pouvoir et du commerce avec les allemands, se souciait aussi de Momcilo Hercegnovac, lui rendait souvent visite avec des cadeaux. Son père, à son retour des camps de prisonniers, fut placé, comme professionnel de la banque, au ministère des Affaires Étrangères à Belgrade, eû égard à son esprit patriotique et son sens des responsabilités. Seulement un an après la guerre, il vint à Sarajevo voir son fils. Vis-à-vis de celui-ci il se comporta en patriarche sévère et jusqu’à sa mort fut mécontent que son fils se consacrât à la peinture et à la littérature, vitalement et socialement précaires. »

Momo Kapor est mort à Belgrade le 3 mars 2010 à l’Académie de médecine militaire. Il est enterré dans l'« allée des citoyens méritants » du nouveau cimetière de Belgrade.

## Œuvres
- 111 prica
- Ada
- Beleske jedne Ane
- Blokada Beograda
- Cuvar adrese
- Dosije Slomovic
- Eldorado
- Foliranti
- Guide to the Serbian Mentality
- Halo, Beograd
- Hej, nisam ti to pricala
- Hronika izgubljenog grada
- Ivana
- Knjiga zalbi
- Konte
- Legenda o Taboru
- Lep dan za umiranje
- Lero - kralj leptira
- Ljubavne price
- Magija Beograda
- Od sedam do tri
- Ona i off price
- Poslednji let za Sarajevo
- Provincijalac
- Samac
- Sanja
- Sentimentalno vaspitanje
- Skitam i pricam
- Smrt ne boli
- Una
- Uspomene jednog crtaca
- Zelena coja Montenegra
- Zoe

Traduites en français
- Le Mystère Chlomovitch, Éditions Xenia.